# شين سو يول
شين سو يول هي ممثلة كورية جنوبية ولدت في 5 أغسطس 1985، أشتهرت بدورها في مسلسل أجبني 1997.

## روابط خارجية
شين سو ايول على موقع IMDb (الإنجليزية)
- شين سو ايول على موقع قاعدة بيانات الفيلم (الإنجليزية)